# 검산항
검산항은 전라남도 신안군 증도면 방죽리에 있는 어항이다. 1973년 12월 19일 지방어항으로 지정하여 관리하고 있다. 시설관리자는 신안군수이다.

## 어항 연혁
- 방축리 도덕도 앞 송·원대유물매장해역(국가지정문화재 사적 제74호)은 600여 년가량 매몰되어 있던 송·원대 도자기 등 23,024점의 유물들이 발굴된 적이 있다. 목포에서 43km 떨어진 도덕도 앞 해상은 수심이 20~24m이며 조류가 세찬 곳이어서 당시 이곳을 항해하는 중국 선박이 풍랑을 만나 침몰했던 것으로 보이며 검푸른 바다를 보고 검산항이라 칭했다.
- 우전해수욕장의 북쪽 갯벌에는 짱뚱어다리라는 갯벌생태탐방로가 개설되어있다. 다리에서 농게, 칠게, 갯지렁이, 짱둥어 등 갯벌생물을 관찰할 수 있다. 이 다리를 건너가면 곧장 우전해수욕장의 해변에 닿는다.
- 증도에는 태평염전이 있다. 대한민국 최대규모의 단일염전으로, 대한민국 천일염의 6%인 연간 1만6000톤을 생산한다.

## 어항 구역
- 수역: 방파제 시점에서 반경 500M 지점의(N34-59-28, E127-06-29) 원내 수역

## 어항 시설
- 방파제 200m, 물양장 100m

## 주요 어종
- 민어, 병어, 농어, 짱뚱어